# هايندين والش
هايدي هايندين والش (بالإنجليزية: Heidi Hynden Walch)‏ هي ممثلة أمريكية ومؤدية صوتية.
اشتهرت لأدائها صوت أميرة العلكة في وقت المغامرة وستارفاير في مراهقو التايتنز وصوت بيني سانشيز في عالم الطباشير. قامت والش أيضاً بأداء عدة أدوار صوتية لشخصيات ألعاب فيديو.

## وصلات خارجية
- هايندين والش على موقع IMDb (الإنجليزية)
- هايندين والش على موقع ميوزك برينز (الإنجليزية)
- هايندين والش على موقع قاعدة بيانات برودواي على الإنترنت (الإنجليزية)
- هايندين والش على موقع ديسكوغز (الإنجليزية)
- هايندين والش على موقع قاعدة بيانات الفيلم (الإنجليزية)
- هايندين والش على موقع ANN person (الإنجليزية)

- هايندين والش في قاعدة بيانات الأفلام على الإنترنت